# Abbazia di Faversham

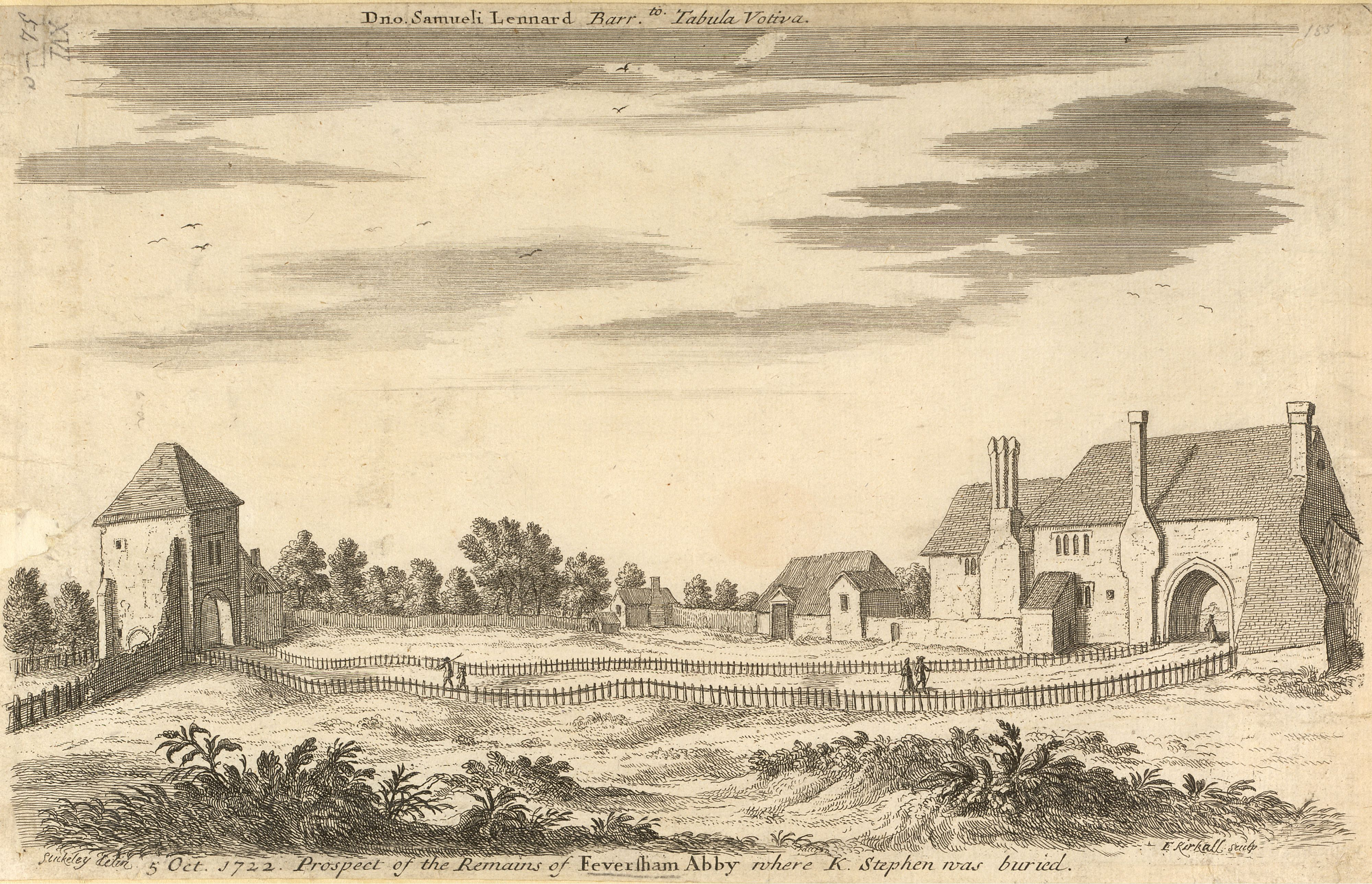
Le rovine dell'Abbazia di Faversham nel 1722.

L'Abbazia di Faversham era un monastero in stile cluniacense situato a nord-est della città di Faversham, nel Kent settentrionale, in Inghilterra.

## Storia
L'abbazia fu fondata dal re Stefano e da sua moglie Matilde nel 1148. Il nucleo originario dei monaci e il primo abate provenivano dall'Abbazia di Bermondsey.
Durante la soppressione dei monasteri, l'abbazia fu assegnata al sindaco di Faversham, Thomas Arden, e fu notevolmente distrutta nel 1538. Successivamente il sito dell'abbazia entrò in possesso della famiglia Sondes e ora si trova all'interno del terreno della Queen Elizabeth's Grammar School.
L'abbazia fu il luogo di sepoltura del re Stefano, della regina Matilde e del loro figlio maggiore, Eustachio IV di Boulogne. Secondo quanto riferito, quando l'abbazia fu demolita le loro ossa furono gettate nel vicino Faversham Creek. Le loro tombe vuote furono portate alla luce nel 1964 vicino a quello che era stato il centro del coro. Tuttavia, esiste una tomba a baldacchino senza iscrizione contemporanea nella vicina chiesa parrocchiale dove, si dice, le loro ossa furono nuovamente sepolte.
Nel 1965, una squadra guidata dall'archeologo Brian Philp effettuò gli scavi archeologici e produsse una pianta completa dell'abbazia. Con circa 360 ft (110 m) di lunghezza, l'abbazia era più corta della cattedrale di Canterbury, ma più lunga di quella di Rochester. Sul lato settentrionale furono edificati il chiostro e gli edifici per i monaci.

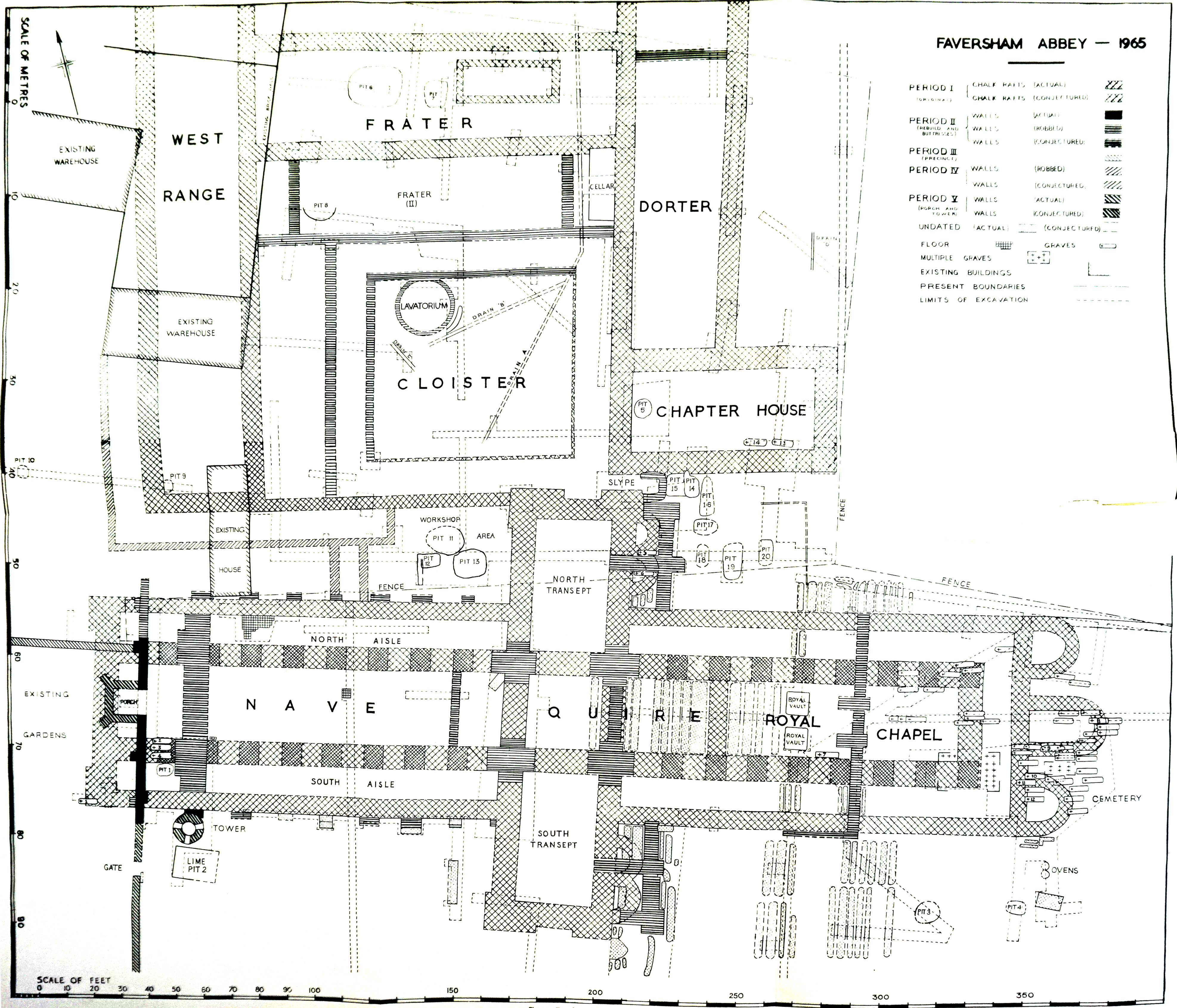
Pianta dell'Abbazia di Faversham dallo scavo del 1965

L'abbazia fu costruita con un misto di gesso, selce, pietra calcarea, arenaria verde e pietra di Caen. Il materiale del tetto sembra essere stata ardesia del Devon meridionale.

## Archeologia
Nel maggio 2019, la Kent Archaeological Field School ha scoperto un ampio edificio romano lungo 150 ft (46 m) e largo 50 ft (15 m) ad Abbey Farm. Secondo l'archeologo Paul Wilkinson, si tratta della più grande costruzione rurale ritrovata nel Kent. L'edificio era diviso in due zone di attività: a ovest una sala da bagno con caldaia, a est una struttura per le attività agricole. Aveva muri in pietra, pavimenti in cotto smaltato, un sottopavimento intatto con riscaldamento a ipocausto, tutti coperti da tonnellate di tegole in ceramica. Sebbene l'intonaco dipinto su queste pareti fosse per lo più bianco, nella stanza della sauna sono state trovate pareti in gesso colorate con pannelli verdi, rossi e gialli.